# خانه فرهنگی نوفل‌لوشاتو
خانه فرهنگی نوفل لوشاتو مربوط به دوره پهلوی اول است و در تهران، خیابان حافظ، خیابان نوفل لو شاتو واقع شده و این اثر در تاریخ ۲۵ مهر ۱۳۸۳ با شمارهٔ ثبت ۱۱۲۰۲ به‌عنوان یکی از آثار ملی ایران به ثبت رسیده است.